# Marco Paulo Rabello
Marco Paulo Rabello (Belo Horizonte, 20 de Janeiro de 1918 - Rio de Janeiro, 7 de junho de 2010) foi um empresário Brasileiro, fundador da Construtora Rabello, e melhor conhecido por ser o principal construtor de Brasília, e por trazer a maioria das visões de Oscar Niemeyer a vida.

## Vida e Carreira
Marco Paulo Rabello, nascido em Belo Horizonte, MG, em 20 de Janeiro de 1918, formou-se em engenharia civil pela Universidade de seu estado em 1939.  Trabalhou na Empresa de Melhoramentos Municipais, prestando serviços a Prefeitura de sua cidade natal (1938/1939).  Trabalhou na Seção Técnica da Empresa Carneiro de Rezende ate 1940.
Na firma de seu tio Ajax C. Rabello, onde trabalhou entre 1940 a 1945, Marco foi contratado por Juscelino Kubitschek para realizar o Conjunto Arquitetônico da Pampulha, projetado por Oscar Niemeyer.

### Construtora Rabello
O ano de 1945 assinala a fundação da Construtora Rabello S.A., sendo seu Diretor-Presidente e responsável técnico ate 1974,(Mario Francisco amigo nascido no ano de 1917 em Bananal estado de São Paulo assumiu a construção da rio Bahia de Governador Valadares a Teofilo Otoni). quando assumiu a presidência do Grupo Rabello  a presidência  da Construtora Rabello propriamente dita, tendo este se submetido a um longo e árduo preparo em todos os escalões da organização.
A Construtora Rabello participou nas obras mais importantes de seu tempo, se tornando um dos principais complexos da indústria privada do Brasil, e uma das maiores empresas da América do Sul.
Estabeleceu a sua marca na história do Brasil por ter sido a maior e principal construtora de Brasília, dando vida
aos marcos arquitetônicos de Oscar Niemeyer, como o Palácio da Alvorada, o Palácio do Planalto, o Teatro Nacional Cláudio Santoro (Teatro Nacional de Brasília), o Palácio do Jaburu, a Universidade de Brasília, a Catedral Metropolitana de Brasília, a Rodoviária de Brasília, o Supremo Tribunal Federal,  o Aeroporto Internacional de Brasília, e outros.
A Construtora Rabello Internacional S/A, sob a gestão do engenheiro Raymond Faure, engrandeceu a história da engenharia brasileira por ter sido a primeira construtora brasileira a realizar grandes obras no exterior, erguendo a Universidade de Constantine na Argélia (1970), e a Universidade Científica e Tecnológica Presidente Houari Boumediene na capital Argel (1974), ambas projetadas por Oscar Niemeyer.  Foi responsável também por construir o Salle Omnisport, uma grande barragem na cidade de Sidi-Abdelli e a sede da Embaixada do Brasil na capital Argel.
Além de Brasília, a Construtora Rabello foi responsável por outras grandes obras, quais as mais conhecidas são: a Rodovia Transamazônica, a segunda via da Rodovia Presidente Dutra, a Ponte Rio-Niterói, o Elevado Presidente João Goulart 
(Minhocão em São Paulo), a Rodovia Castelo Branco, o Centro de Convenções Anhembi, e a Rodovia Rio-Santos.
Marco Paulo Rabello faleceu no dia 7 de Junho de 2010 aos 92 anos em seu apartamento no Rio de Janeiro.

### Companhias Fundadas
- Grupo Rabello
- Construtora Rabello S/A
- Construtora Rabello Internacional S/A
- Projectum Engenharia
- Cinasita S/A
- Rabello Futebol Clube de Brasília
- Clube de Engenharia e Arquitetura de Brasília
- Country Club de Brasília
- Cota Mil
- Iate Clube de Brasília.